# Shocked
A Shocked az ausztrál énekesnő-dalszerző Kylie Minogue negyedik, és egyben  utolsó kimásolt kislemeze harmadik Rhythm of Love című stúdióalbumáról. A dal 1991. május 20-án jelent meg a Mushroom és PWL kiadók által. A dal később Minogue legtöbb nagy válogatás albumán is megjelent, köztük a Greatest Hits (1992), az Ultimate Kylie (2004) és a Step Back in Time: The Definitive Collection (2019) című kiadványokon. A dalt a DNA csapat remixelte, melynek rap betétjében Jazzi P. énekesnő közreműködik. 
Lírailag a dal zavarodottságot és a szerelem és a kapcsolatok megértését tükrözi. Mike Stock zeneszerző azt mondta, hogy a dalt a Virginia Woolf írásai ihlették, és "egy utazást" kívánt megidézni ezzel. A dalt a kritikusok az előző, What Do I Have to Do című kislemezhez hasonlították. A "Shocked" többnyire pozitív kritikákat kapott a kritikusoktól, és sokan dicsérték fogósságát. A dal kereskedelmileg sikeres volt, szülőhazájában Ausztráliában, és az Egyesült Királyságban, valamint más országban is a legjobb tíz helyezett között volt. 
A dalhoz  videoklipet is forgattak Londonban. A videóban Minogue egy kastély stílusú otthonba lép be, ahol egy titokzatos férfi csábítja el. A dalról megállapították, hogy nagyon hasonlít előző dalához a "What Do I Have to Do " videóhoz, amelyben ugyanaz a férfi (akkori barátja Zane O'Donnell) szerepelt hasonló szerepben. A dalt Minogue egyik legjobb dalának tartják számon, annak ellenére, hogy szülőföldjén, és az Egyesült Királyságon kívül csak korlátozott sikereket ért el.

## Előzmények
A "Shocked" írója, és  producere Mike Stock, Matt Aitken, és Pete Waterman voltak, akik szinte az eddigi Minogue dalokat írták, és készítették, ugyanígy a 4. Let’s Get to It című albumra is, mielőtt Minogue megvált tőlük. Bár eredetileg nem kislemeznek szánták, a dal a Rhythm of Love negyedik, és egyben utolsó kiadásként jelent meg. A dal egyetlen változatát a DNA csapat remixelte, melyet egy rap betéttel egészítettek ki, melyben Jazzi P rappelt, aki elmondása szerint csak 200 fontot fizettek neki a rapbetét megírásáért, és nem kapott kiadói jogdíjat.
A kislemez egyedülálló volt abban, hogy Kylie első és egyetlen PWL kiadású picture-disc-je lett. Ezt a formátumot Pete Waterman kifogásolta, és kijelentette, hogy a "dalok meg tudják csinálni a maguk munkáját".

## Kritikák
A "Shocked" a legtöbb zenekritikustól pozitív értékelést kapott. Quentin Harrison, az Albumism munkatársa "pazar elektro-pop"-ként írt róla. Johnny Luftus (Allmusic) kiemelt a dalt Minogue Greatest Hits 87–99 című válogatásából. Larry Flick a Billboard magazintól "ünnepinek, és house stílusú" dalnak nevezte. Nick Levine a Digital Spy-től félreértette a szöveget. "On 'Shocked', is she... would she... could she be singing "I was f**ked to my very foundations?". A DNA cáfolta, hogy trágárságot adtak volna hozzá a mixükben. Alan Jones a Music Week munkatársa azt nyilatkozta, hogy "tipikusan nazális formában találja meg a kicsinyített Aussit, de a DNA brilliáns olasz house stílusú remixe és Jazzie P aranyos rappelése olyanná teszi, amelyet még a legelső klubok is játszhatnak. Hunter Felt a  PopMatters-től élvezte a dalt, és azt mondta, hogy az Ultimate Kylie véleményezésekor még egy kis funkra is szükség van, olyan daloknál, mint a "Shocked". Mark Frith a Smash Hits-től azt mondta, hogy "zseniális", majd hozzátette, hogy erőteljes HiNRG hangzásra vágyik. Az énekesnő hangját is erősnek és kitartónak méltatta. A Stylus Magazine is pozitívan értékelte, mondván, hogy a Give Me Just a Little More Time mellett a "Time" és a "What Do I Have to Do" nagyszerű dalok voltak, és Kylie h irtelen egy kicsit menő lett. 2020-ban Alexis Petridis a The Guardian brit napilap munkatársa az ötödik helyre sorolta a dalt Kylie 30 legjobb kislemezének listáján, majd hozzátette, hogy a Stock Aitken Waterman felhagyott a hagyományos hangzásukkal, és jobb, klasszikusabb dalokat írtak, illetve megrendeltek egy remixet a DNA-tól, ami nagyon 1990-es - breakbeat, house, zongora, rap - és egy kis élvezet. 2023-ban Robert Moran a The Sydney Morning Hearld ausztrál bulvárlap munkatársa a dalt Minogue negyedik legjobb dalának minősítette a 183-ból, és a SAW "remekművének" minősítette. Hozzátette: "Egy kövér basszusvonal, és a nehéz elektrobeat helyet ad az acid stílusnak, egy hatalmas gitárriffel. Kylie előadása hibátlan, a refrén pedig tökéletes.

## Kereskedelmi sikerek
A "Shocked" mérsékelt sikert ért el a listákon. Minogue szülőföldjén, Ausztráliában a dal a 13. helyen debütált, majd a 7. helyre került, és végül elérte a csúcsot. A dal ezután kiesett az első tízből, és összesen tizenegy hétig maradt a listákon. Az Egyesült Királyságban a dal a 10. helyen debütált a brit kislemezlistán, majd a 6. helyre került, ahol végül első helyezett lett. Összesen hét hétig maradt a  slágerlistákon. A dal brit toplista-előadása miatt Minogue lett az első előadó a brit slágerlisták történetében, akinek első tizenhárom dala Top 10-es sláger lett.
A dal számos európai slágerlistára is felkerült, köztük Top 10-es volt Izraelben, Szlovéniában, Írországban, Dél-Afrikában, az Egyesült Királyságban, és Ausztráliában.

## Videoklip

### Előzmények

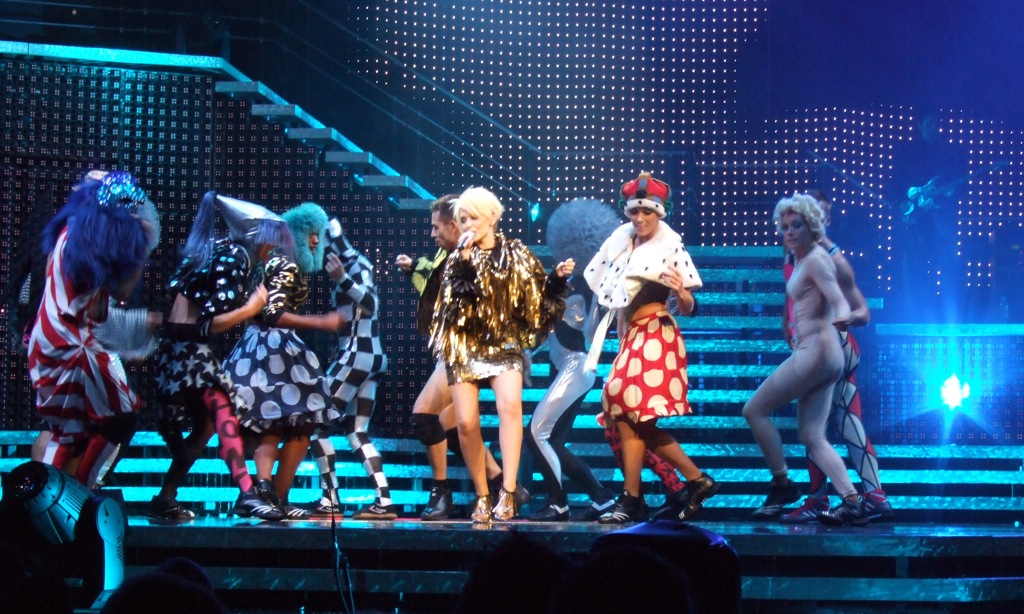
Minogue és táncosai a "Shocked" előadása közben, a Showgirl: The Homecoming Tour (2006) során.

A "Shocked" című dalhoz tartozó videoklipet Párizsban, Franciaországban forgatták, miközben Minogue Párizsban fejezte be a fotózását. A videóban Minogue számos álruhában szerepelt. Hosszú távú barátja William Baker szerint csapata a "What Do I Have to Do" című korábbi videóját ehhez a videóhoz kívánta folytatni. Zane O'Donnell dél-afrikai modellt, aki Minogue szerelmeként is szerepelt a korábbi videóban, felkérték, hogy ismételje meg a szerepét ebben a videóban is. Miután Minogue mindkét videójában megjelent, Minogue és O'Donnell randevúzni kezdtek.
Minogue 1991 augusztusában így nyilatkozott a Clothes Shownak: "Nagyon szeretem a videoklipet, mert erős és szexi. Szándékosan eltér attól, amit az emberek elvárnak tőlem."

### Áttekintés
A videó azzal kezdődik, hogy Minogue és egy asszisztens O'Donnell Manson - szerű otthonába vezeti az autót. Miután Minogue kiszáll a kocsiból, hogy bemenjen, ő és O'Donnell meglátják egymást a forgóajtóban. Néhány jelenetben Minogue látható O'Donnellel az autóban, amellyel érkezett. 
Ezután Minogue felé lő, aki rózsaszín melltartóban, fehér rövidnadrágban, és copfokkal énekel. Majd a következő jelenet Minogue-t mutatja rózsaszín struccszoknyában, meztelen felsőtestű előlnézetben. Ezután a rapper Jazzy P. rappel a dalban, és táncol Minogue-val, egy kulcslyuk alakzat mögött. A videó azzal zárul, hogy O'Donnell áll, és nézi, ahogy Minogue az autójában elhagyja a kastélyt. 

## Hatása és öröksége
A brit Classic Pop magazin 2021-ben a 28. helyre sorolta a dalt a "Top 40 Stock Aitken Waterman dal" listáján. Azt írták: "Egy nyüzsgő ritmusokkal, és dübörgő zongoraszúrással felvértelezett DNA remixre és egy Jazzy P általi rapbetétre volt szükség. A negyedik, és egyben utolsó kimásolt kislemez a "Rhythm of Love" című albumról, de Kylie 1991-es slágere nagyon jól sikerült, mind a dalszerzés szempontjából, mind produkciójában. A szex az az megelőző "What Do I Have to Do" video miatt került előtérbe, és Kylie ebben a párás, csábító vénában folytatta a "Shocked" című dalt. A melltartó és még egy kis kulcslyuk kukkolás kétségtelenül hozzásegítette őt a 13. egymást követő Top 10-es brit kislemezhez. A dal öröksége a pornóvilágra is kiterjed, egy amerikai meleg erotikus videóban idéztek a rapből.

## Formátumok és számlista
- Ausztrál 7-inch kislemez / kazetta single /UK 12-inch bakelit és kazetta single

1. "Shocked" (DNA Remix)
2. "Shocked" (Harding/Curnow Remix)

- UK CD single

1. "Shocked" (DNA 7-inch mix) – 3:10
2. "Shocked" (DNA 12-inch mix) – 6:20
3. "Shocked" (Harding/Curnow 12-inch mix) – 7:30

- Digitális letöltés[16]

1. "Shocked" (DNA 7-inch mix) – 3:08
2. "Shocked" (DNA 12-inch mix) – 6:14
3. "Shocked" (DNA original 7-inch mix) – 4:11
4. "Shocked" (DNA backing track) – 3:08
5. "One Boy Girl" (12-inch mix) – 4:55
6. "One Boy Girl" (instrumental) – 4:32
7. "One Boy Girl" (backing track) – 4:32
8. "Always Find the Time" (instrumental) – 3:35
9. "Always Find the Time" (backing track) – 3:35

## Slágerlista
| Slágerlista (1991)                    | Legjobb helyezések |
| ------------------------------------- | ------------------ |
| Ausztrália (ARIA)                     | 7                  |
| Belgium (Ultratop 50 Flanders)        | 18                 |
| Europe (European Hot 100 Singles)     | 15                 |
| Finland (Suomen virallinen lista)     | 8                  |
| Írország (IRMA)                       | 2                  |
| Egyesült Királyság (UK Singles Chart) | 6                  |
| UK Dance (Music Week)                 | 29                 |

| Slágerlista (1991) | Helyezés |
| ------------------ | -------- |
| Australia (ARIA)   | 73       |